# Teoria geometrică a grupurilor

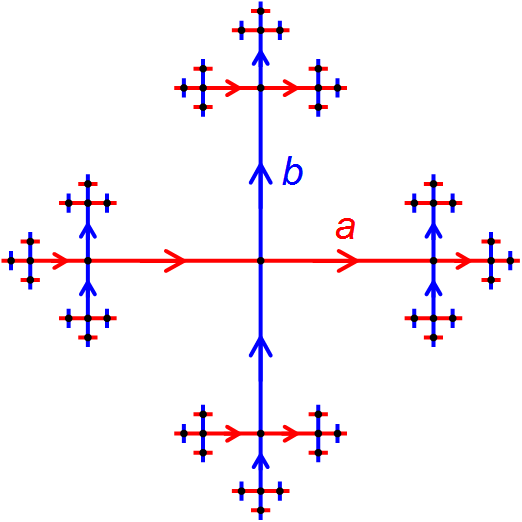
al unui cu două generatoare. Acesta este un a cărui este o mulțime Cantor. Grupurile hiperbolice și frontierele lor sunt subiecte importante în teoria grupurilor geometrice, ca și grafurile Cayley.

Teoria geometrică a grupurilor este un domeniu matematic dedicat studiului grupurilor finit generate prin explorarea legăturilor dintre proprietățile algebrice ale unor astfel de grupuri și proprietățile topologice și geometrice ale spațiilor pe care acționează⁠(d) aceste grupuri (adică atunci când grupurile în cauză sunt realizate ca simetrii geometrice sau transformări continue ale unor spații). 
O altă idee importantă în teoria geometrică a grupurilor este aceea de a considera grupurile finit generate ca obiecte geometrice. Aceasta se face de obicei prin studierea grafurilor Cayley⁠(d) ale grupurilor, care, pe lângă structura de graf, sunt dotate cu structură de spațiu metric, dat de așa numita metrică de cuvânt⁠(d). 
Teoria geometrică a grupurilor, ca domeniu distinct, este relativ nouă și a devenit o ramură clar identificabilă a matematicii la sfârșitul anilor 1980 și începutul anilor 1990. Teoria geometrică a grupurilor interacționează îndeaproape cu topologia în dimensiuni reduse⁠(d), geometria hiperbolică, topologia algebrică, teoria computațională a grupurilor și geometria diferențială. Există, de asemenea, legături substanțiale cu teoria complexității, logica matematică, studiul grupurilor Lie și subgrupurile lor discrete, sistemele dinamice, teoria probabilităților, K-teoria⁠(d) și alte domenii ale matematicii. 
În introducerea cărții Topics in Geometric Group Theory, Pierre de la Harpe scria: „Una dintre convingerile mele personale este că fascinația față de simetrii și grupuri este o modalitate de a face față frustrărilor limitelor vieții: ne place să recunoaștem simetriile care ne permit să recunoaștem mai mult decât ceea ce vedem. În acest sens, studiul teoriei geometrice a grupurilor este o parte a culturii, și îmi amintește de mai multe lucruri pe care Georges de Rham le practica în mai multe rânduri, cum ar fi predarea matematicii, recitarea lui Mallarmé, sau salutul adresat unui prieten”.:3

## Istorie
Teoria geometrică a grupurilor a reieșit din teoria combinatorică a grupurilor⁠(d), care studia în mare măsură proprietățile grupurilor discrete prin analiza prezentărilor de grup⁠(d) care descriu grupurile drept factori ai grupurilor libere⁠(d); acest domeniu a fost mai întâi studiat sistematic de Walther von Dyck⁠(d), student al lui Felix Klein, la începutul anilor 1880,  și formă timpurie se găsește în 1856 în calculul icosian⁠(d) al lui William Rowan Hamilton, care a studiat grupul de simetrie icosaedrală, prin intermediul grafului muchiilor dodecaedrului. În prezent, teoria combonatorică a grupurilor este, ca domeniu, în mare parte subsumată teoriei geometrice a grupurilor. Mai mult, termenul „teoria geometrică a grupurilor” a ajuns adesea să studieze grupuri discrete folosind metode probabilistice, de teoria măsurii, aritmetice, analitice și alte abordări care se află în afara arsenalului tradițional de al teoriei combinatorice a grupurilor. 
În prima jumătate a secolului al XX-lea, lucrările de pionierat ale lui Max Dehn⁠(d), Jakob Nielsen⁠(d), Kurt Reidemeister⁠(d) și Otto Schreier⁠(d), JHC Whitehead⁠(d), Egbert van Kampen⁠(d), printre alții, au introdus câteva idei topologice și geometrice în studiul grupurilor discrete. Alți precursori ai teoriei geometrice a grupurilor sunt teoria mică a anulării⁠(d) și teoria Bass-Serre⁠(d). Prima a fost introdusă de Martin Grindlinger în anii 1960 și dezvoltată în continuare de Roger Lyndon⁠(d) și Paul Schupp⁠(d).  Ea studiază diagramele van Kampen⁠(d), care corespund prezentărilor grupurilor finite, prin condițiile combinatorice de curbură și derivă proprietățile algebrice și algoritmice ale grupurilor din astfel de analize. Teoria Bass-Serre, introdusă în cartea lui Serre din 1977, oferă informații structurale algebrice despre grupuri prin studierea acțiunilor de grup pe arbori simpliciali. Printre precursorii externi ai teoriei geometrice a grupurilor se numără studiul laticelor în grupurile Lie, în special teorema de rigiditate a lui Mostow⁠(d), studiul grupurilor kleiniene⁠(d) și progresele realizate în topologia de mici dimensiuni⁠(d) și în geometria hiperbolică în anii 1970 și la începutul anilor 1980 determinate, în special, de programul de geometrizare al⁠(d) lui William Thurston⁠(d). 
Apariția teoriei geometrice a grupurilor ca domeniu distinct al matematicii este de obicei identificată la sfârșitul anilor 1980 și începutul anilor 1990. Ea a fost stimulată de monografia lui Mihail Gromov din 1987 „Grupurile hiperbolice” care a introdus noțiunea de grup hiperbolic⁠(d), care surprinde ideea unui grup finit generat ca având curbură negativă pe scară largă, și monografia sa Invarianții asimptotici ai grupurilor infinite care rezuma programul lui Gromov de înțelegere a grupurilor discrete până la cvasiisometrie⁠(d). Lucrarea lui Gromov a avut un efect transformator asupra studierii grupurilor discrete iar fraza „teoria geometrică a grupurilor” a început să apară imediat după aceea. (a se vedea, de exemplu,). 

## Temele și evoluțiile moderne
Temele notabile și evoluțiile teoriei grupurilor geometrice din anii 1990 și 2000 includ: 
- Programul lui Gromov de studiu al proprietăților cvasiizometrice ale grupurilor.

O temă larg răspândită în zonă este programul lui Gromov de clasificare a grupurilor finit generate⁠(d) în funcție de geometria lor la scară largă. Formal, aceasta înseamnă clasificarea grupurilor finit generate cu metrica de cuvânt⁠(d) până la cvasiizometrie. Acest program implică: 
1. Studiul proprietăților care sunt invariabile în raport cu cvasiizometrie⁠(d). Exemple de astfel de proprietăți ale grupurilor finit generate sunt: rata de creștere⁠(d) a unui grup finit; funcția isoperimetrică⁠(d) sau funcția Dehn⁠(d) a unui grup finit prezentat⁠(d); numărul de capete ale unui grup; hiperbolicitatea unui grup⁠(d); tipul de homeomorfism⁠(d) al frontierei Gromov⁠(d) a unui grup hiperbolic; conurile asimptotice⁠(d) ale grupurilor finit generate (vezi, de exemplu,); și altele
2. Teoremele care folosesc invarianți de cvasiizometrie pentru a demonstra rezultatele algebrice despre grupuri, de exemplu: teorema creșterii polinomiale a lui Gromov⁠(d); Teorema capetelor a lui Stallings; teorema de rigiditate a lui Mostow⁠(d).
3. Variații de rigiditate cvasiizometrică, în care se clasifică algebric toate grupurile care sunt cvasiizometrice cu un anumit grup sau spațiu metric. Această direcție a fost inițiată de lucrarea lui Schwartz⁠(d) cu privire la rigiditatea cvasiizometrică a laticelor de rang unu și la lucrarea lui Farb și Mosher depre rigiditatea cvasiizometrică a grupurilor Baumslag-Solitar⁠(d). 

- Teoria grupurilor cuvânt-hiperbolice⁠(d) și relativ hiperbolice⁠(d). O dezvoltare deosebit de importantă este cea a lui Sela din anii 1990, din care a rezultat soluția problemei izomorfismului pentru grupurile cuvânt-hiperbolice.[20] Noțiunea de grupuri relativ hiperbolice a fost la început introdusă de Gromov în 1987[8] și rafinată de Farb[21] și Bowditch,[22] în anii 1990. Studiul grupurilor relativ hiperbolice a devenit proeminent în anii 2000.
- Interacțiunile cu logica matematică și cu studiul teoriei de ordinul întâi a grupurilor libere. Progrese deosebit de importante s-au realizat pe marginea celebrelor conjecturi Tarski⁠(d), datorită activității lui Sela[23] și a celei lui Harlampovici și Meanikov.[24] Studiul grupurilor limită și introducerea limbajului și mecanismelor geometriei algebrice necomutative a ieșit la rampă.
- Interacțiunile cu informatica, teoria complexității și teoria limbajelor formale. Această temă este exemplificată de dezvoltarea teoriei grupurilor automate⁠(d),[25] o noțiune ce impune anumite condiții geometrice și teoria limbajelor asupra operației de înmulțire într-un grup finit generat.
- Studoul inegalităților izoperimetrice, funcțiilor Dehn și generalizărilor lor pentru grupul finit prezentat. Aceasta include, în particular, activitatea lui Birget, Olșanski, Rips⁠(d) și Sapir[26][27] care caracterizează esențialmente posibilele funcții Dehn ale grupurilor finit prezentate, precum și rezultate ce furnizează construcții explicite de grupuri cu funcții Dehn fracționare.[28]
- Dezvoltarea teoriei descompunerilor JSJ pentru grupuri finit generate și finit prezentate.[29][30][31][32][33]
- Legăturile cu analiza geometrică⁠(d), studiul algebrelor C*⁠(d) asociate cu grupurile discrete și cu teoria probabilității libere. Această temă este reprezentată, în particular, de progresul considerabil pe marginea conjecturii Novikov⁠(d) și conjecturii Baum–Connes⁠(d) și de dezvoltarea și studiul noțiunilor asociate de teoria grupurilor (vezi, de exemplu,[34][35]).
- Interacțiunile cu teoria analizei cvasiconformale a spațiilor metrice, în special în legătură cu conjectura lui Cannon⁠(d) despre caracterizarea grupurilor hiperbolice cu frontiere Gromov⁠(d) homeomorfe cu 2-sfera.[36][37][38]
- Regulile finite de subdiviziune⁠(d), și ele în relație cu conjectura lui Cannon⁠(d).[39]
- Interacțiunile cu dinamica topologică în contextul studiului acțiunii grupurilor discrete asupra diferitelor spații compacte și compactificărilor de grupuri[40][41]
- Dezvoltării teoriei acțiunilor de grup pe {\displaystyle \mathbb {R} }-arbori (în special pe mașina Rips), și aplicațiile ei.[42]

## Exemple
- Grupuri amenabile⁠(d)
- Grupuri Burnside libere⁠(d)
- Grupul ciclic⁠(d) infinit Z
- Grupuri libere⁠(d)
- Produse libere⁠(d)
- Grupuri de izomorfism exterior⁠(d) Out(Fn)⁠(d) (prin spațiu exterior⁠(d))
- Grupuri hiperbolice⁠(d)
- Grupuri de clase de aplicații⁠(d) (automorfismele suprafețelor)
- Grupuri simetrice⁠(d)
- Grupuri împletite⁠(d)
- Grupuri Coxeter
- Grupuri Artin⁠(d) generale
- Grupul lui Thompson⁠(d) F
- Grupurile CAT(0)⁠(d)
- Grupurile aritmetice⁠(d)
- Grupurile automate⁠(d)
- Grupurile fuchsiene⁠(d), Grupurile kleiniene⁠(d), și alte grupuri care acționează discontinuu pe spații simetrice, în particular laticele⁠(d) din grupurile Lie semisimple.
- Grupurile tapet⁠(d)
- Grupurile Baumslag–Solitar⁠(d)
- Grupurile fundamentale de grafuri de grupuri⁠(d)
- Grupul Grigorciuk⁠(d)

### Cărți și monografii
Aceste texte acoperă teoria geometrică a grupurilor și subiectele conexe. 
- Bowditch, Brian H. (2006). A course on geometric group theory. MSJ Memoirs. 16. Tokyo: Mathematical Society of Japan⁠(d). ISBN 4-931469-35-3.  Bowditch, Brian H. (2006). A course on geometric group theory. MSJ Memoirs. 16. Tokyo: Mathematical Society of Japan⁠(d). ISBN 4-931469-35-3.  Bowditch, Brian H. (2006). A course on geometric group theory. MSJ Memoirs. 16. Tokyo: Mathematical Society of Japan⁠(d). ISBN 4-931469-35-3.
- Bridson, Martin R.; Haefliger, André (1999). Metric spaces of non-positive curvature. Grundlehren der Mathematischen Wissenschaften [Fundamental Principles of Mathematical Sciences]. 319. Berlin: Springer-Verlag. ISBN 3-540-64324-9.  Bridson, Martin R.; Haefliger, André (1999). Metric spaces of non-positive curvature. Grundlehren der Mathematischen Wissenschaften [Fundamental Principles of Mathematical Sciences]. 319. Berlin: Springer-Verlag. ISBN 3-540-64324-9.  Bridson, Martin R.; Haefliger, André (1999). Metric spaces of non-positive curvature. Grundlehren der Mathematischen Wissenschaften [Fundamental Principles of Mathematical Sciences]. 319. Berlin: Springer-Verlag. ISBN 3-540-64324-9.
- Michel Coornaert, Thomas Delzant și Atanasie Papadopoulos, "Géométrie et théorie des groupses   : les groupses hyperboliques de Gromov ", note de curs în matematică, vol. 1441, Springer-Verlag, Berlin, 1990, x + 165 pp. MR1075994  , ISBN: 3-540-52977-2
- Michel Coornaert și Athanase Papadopoulos, dinamica simbolică și grupurile hiperbolice. Note de curs în matematică. 1539. Springer-Verlag, Berlin, 1993, viii + 138 pp. ISBN: 3-540-56499-3
- P. de la Harpe, Subiecte în teoria grupurilor geometrice . Prelegeri Chicago în matematică. Universitatea din Chicago Press, Chicago, IL, 2000. ISBN: 0-226-31719-6
- Druțu, Cornelia; Kapovich, Michael (2018). Geometric Group Theory (PDF). American Mathematical Society Colloquium Publications. 63. Providence, RI: American Mathematical Society. ISBN 978-1-4704-1104-6.  Druțu, Cornelia; Kapovich, Michael (2018). Geometric Group Theory (PDF). American Mathematical Society Colloquium Publications. 63. Providence, RI: American Mathematical Society. ISBN 978-1-4704-1104-6.  Druțu, Cornelia; Kapovich, Michael (2018). Geometric Group Theory (PDF). American Mathematical Society Colloquium Publications. 63. Providence, RI: American Mathematical Society. ISBN 978-1-4704-1104-6.
- DBA Epstein, JW Cannon, D. Holt, S. Levy, M. Paterson, W. Thurston. Procesarea de cuvinte în grupuri. Jones și Bartlett Publishers, Boston, MA, 1992. ISBN: 0-86720-244-0
- M. Gromov, Grupurile Hyperbolice, în "Eseuri în teoria grupului" (GM Gersten, ed. ), MSRI Publ. 8, 1987, p.   75-263. ISBN: 0-387-96618-8
- M. Gromov, invarianți asimptotici ai grupurilor infinite, în "Teoria grupului geometric", voi. 2 (Sussex, 1991), London Mathematical Society Lecture Note Series, 182, Cambridge University Press, Cambridge, 1993, pp.   1-295
- M. Kapovich, colecții hiperbolice și grupuri discrete . Progresul în matematică, 183. Birkhäuser Boston, Inc., Boston, MA, 2001
- R. Lyndon și P. Schupp, Teoria grupului combinatorial, Springer-Verlag, Berlin, 1977. Retipărită în seria "Classics in mathematics", 2000. ISBN: 3-540-41158-5
- A. Yu. Ol'shanskii, Geometria definirii relațiilor în grupuri. Traducere din originalul rusesc din 1989 de către Yu. A. Bakhturin. Matematica și aplicațiile sale (seria sovietică), 70. Kluwer Academic Publishers Group, Dordrecht, 1991
- J. Roe, Cursuri de geometrie grosieră. Seria de cursuri universitare, 31. Societatea Americana de Matematica, Providence, RI, 2003. ISBN: 0-8218-3332-4